# Sebastián Piana
Sebastián Piana (* 26. November 1903 in Buenos Aires; † 18. Juli 1994) war ein argentinischer Tangokomponist, -arrangeur und –pianist und Musikpädagoge.

## Biografie
Piana wurde im Barrio Almagro von Buenos Aires als Sohn italienischer Einwanderer geboren. Sein Vater war Friseur und begeisterter Hobbymusiker, der Klavier, Gitarre und Mandoline spielte und mit einer Tangogruppe in Caféhäusern auftrat. Ab 1910 hatte er Violinunterricht bei seinem Onkel Pedro Bertolero. Zwei Jahre später begann er am Instituto Musical Odeón ein Klavierstudium bei Angel D’Agostino. 1920 erhielt er einen Abschluss als Klavierlehrer. Danach war er Schüler von Ernesto Drangosch bis zu dessen Tod.
Ab 1917 arbeitete Piana als Stummfilm- und Theaterpianist, wirkte an Variete-Shows und Orchesteraufführungen mit. 1920 komponierte er seine ersten Tangos Sabor popular, La tapera und El hombre orquesta. Mit José González Castillo komponierte er den Tango Sobre el pucho, mit dem er 1922 den zweiten Platz bei einem Wettbewerb von Tango Cagarettes belegte. Die Komposition Silbando, ebenfalls in Zusammenarbeit mit José González Castillo und dessen Sohn Cátulo Castillo entstanden, wurde 1923 von Azucena Maizani in der Revue Poker de Ases am Teatro San Martín aufgeführt.

## Werk
Mit Pedro Maffia komponierte er den Tango Arco iris, mit dem er den zweiten Platz beim Max-Glücksmann-Wettbewerb gewann, und der Francisco Canaro aufgenommen wurde. 1929 komponierte er Milonga clásica, einen Tango für Orchester, andere erfolgreiche Titel entstanden in Zusammenarbeit mit Homero Manzi, so Viejo ciego, Milonga sentimental, Milonga del 900, Milonga triste, Juan Manuel, Milonga de los Fortines, Pena mulata, Milonga de Puente Alsina, Canción por la niña muerta, El pescante und De barro.
Außerdem komponierte Piana Musik zu den Filmen Vidalita, Arrabalera, Derecho viejo und He nacido en Buenos Aires sowie die Schauspielmusik zu La boina blanca von Carlos Goicoechea und Rogelio Cordone. Er war Professor am Conservatorio Municipal Manuel de Falla und unterrichtete Chorgesang an Grundschulen. Neben Tangos komponierte er auch eine Misa de Gloria für dreistimmigen Chor und Escenas de Ballet.